# Povodí Oravy
Povodí Oravy je povodí na severním Slovensku a v jižním Polsku.

## Vymezení a charakteristika
Je to dílčí povodí Váhu, jehož území je totožné s územím historické Oravské župy. Zabírá plochu 1 991,8 km², z toho 1 632,5 km² (tj. 82%) na území Slovenska a 359,3 km² (tj. 18%) na území Polska. Nejvyšší bod povodí je Baníkov (2178 m n. m.), nejnižší bod je ústí Oravy do Váhu u Kraľovan (430,7 m n. m.).
Řeka Orava odvodňuje území okresů Námestovo, Tvrdošín a Dolný Kubín (kromě malého území v jihozápadní části, v katastrálním území obce Kraľovany, kde Šútovský potok ústí přímo do Váhu).
Co se týče geomorfologických celků, odvádí vodu (zcela nebo zčásti) z: Oravské Magury, Podbeskydské pahorkatiny, Oravských Beskyd, Podbeskydské brázdy, Oravské kotliny, Oravské vrchoviny, Skorušinských vrchů, Podtatranské brázdy, Tater (geomorfologický podcelek Západní Tatry, severní část), Chočských vrchů (část na severozápadě), Kysucké vrchoviny (nejvýchodnější část), Malé Fatry (geomorfologický podsestava Kriváňské Fatry, východní část) a Velké Fatry (geomorfologický podsestava Šípska Fatra, území na severozápadě).
Na území Polska odvodňuje část powvietu Nowotarského.

## Průběh rozvodnice
Na severozápadě rozvodnice začíná na vrchu Bukovina v Oravských Beskydách (1 057,3 m n. m.), pokračuje na východ po státní hranici s Polskem, přitom je zároveň součástí hlavního evropského rozvodí. Přes Rovný Beskyd, Úšust (1 155,4 m n. m.), Solisko (1 030,3 m n. m.), Novotské sedlo (850 m n. m.), Hrubou bučinu (1 131,8 m n. m.), Magurku (1 142,5 m n. m.), Pilsko (1 556,9 m n. m.), sedlo Hliny (804 m n. m.), Westku (954,4 m n. m.), sedlo Pod Beskydom (810 m n. m.), Javorinu (1 047,3 m n. m.), Beskydok (1 168,4 m n. m.), Jalovecké sedlo (1 000 m n. m.), vede na Babiu horu (1 722,9 m n. m.), odtama potom zabíhá na území Polska (Pasmo-Babiogórskie) po linii Przełęcz Krowiarki (1 018,2 m n. m.) – Główniak (1 092,9 m n. m.) – Hala Śmietanowa (1 298 m n. m.) – Polica (1 369 m n. m.) – Groniczek (893,8 m n. m.) – Połana Kozinowa (774,5 m n. m.) – Góra Beskidy (769 m n. m.) – severovýchodně od obce Podwilk – Lysa Góra (807,9 m n. m.) – východně od obce Harkabuz, kde se stáčí na jih.
Na východe dále pokračuje po linii Góra Żeleznica (911,9 m n. m.) – Grapa Zagórzańska (806 m n. m.) – západně od obce Załuczne – přes rašeliniště a bory západně od Černého Dunajce k Koniówce, tu se stáčí na západ a znovu vede po státní hranici k obci Suchá Hora (Oravská kotlina), přes Skorušinské vrchy (Mašnáková (972,4 m n. m.), Magura (1 231,7 m n. m.) a Príslop (1 161 m n. m.)). Odtud opětovně na krátkém úseku vchází do Polska, kde západně od Zakopaneho prochází lokalitou Molkówka v pramenné oblasti Oravice. Dále vede v Západních Tatrách po linii Veľká Furkaska (1 489,9 m n. m.) – Bobrovec – Lúčna (1 652,6 m n. m.) – Volovec (2 063,4 m n. m.).
Odtud se stáčí na západ, pokračuje jako jižní část rozvodnice: přes Plačlivé (2 125,1 m n. m.), Baníkov (2 178,1 m n. m.), Salatín (2 047,6 m n. m.), Brestovú (1 902,7 m n. m.), Sivý vrch (1 804,9 m n. m.), Bielu skalu do Hutianského sedla (1 185,1 m n. m.) a vchází do Podtatranské brázdy. Následně pokračuje ve Skorušinských vrších – přes Kopec (1 251,3 m n. m.), Blato (1 138,1 m n. m.), Diel (1 051,4 m n. m.), Vrchy (927,4 m n. m.), kótu 854,5 m západně od Malatiné, dále vchází do Chočských vrchů – přes Ostroň (1 104,9 m n. m.), sedlo Vrchvarta (820 m n. m.), Veľký Choč (1 611 m n. m.) do sedla Brestová. Potom vede přes Oravskou vrchovinu (Hrádok (717,5 m n. m.)) do Šípskej Fatry (Ostré (1 066,6 m n. m.), Šíp (1 169,5 m n. m.)) k ústí Oravy do Váhu u Kraľovan.
Nakonec se stáčí na sever a vede jako západní hranice povodí: nejprve přes Malou Fatru (Suchý vrch (1 267,3 m n. m.), Stoh (1 607,4 m n. m.), Veľký Rozsutec (1 609,7 m n. m.)), přes sedlo Rovná hora (751 m n. m.) vchází do Kysucké vrchoviny (Pupov (1 095,6 m n. m.)) a dále do Kysuckých Beskyd (Okrúhlica (1 076,4 m n. m.) – Javorinka (1 210,3 m n. m.) – západně od Flajšové – Krčmárová (917 m n. m.) – Mrvova Kykula (1 040,2 m n. m.) – zpět na Bukovinku).

## Říční síť
Hlavním tokem je řeka Orava, která vzniká soutokem dvou zdrojnic – Bílé Oravy (37 km) a Černé Oravy (29,3 km). Jejich soutok je v současnosti zalitý vodami Oravské přehrady. Bílá Orava je považována za hlavní (horní) tok Oravy a Černá Orava za její levostranný přítok. Černá Orava již v současné době naším územím přímo neteče. Pod přehradní zdí už řeka pokračuje pod názvem Orava. Od pramene (jihozápadně od obce Oravská Lesná) po vtok do Váhu vytváří řeka velký oblouk stočený na severovýchod, přičemž Bílá Orava nejprve teče na východ, pod přehradní zdí nejprve na jih, u Tvrdošína se stáčí a dále již pokračuje směrem na jihozápad. Do Váhu se vlévá u Kraľovan.
Z hlediska přítoků je povodí Oravy velmi dobře vyvinuté, delší přítoky jsou však převážně levostranné. Nejdelší přítoky Oravy jsou: Klinianka, Mútňanka (zleva), Hruštínka (zprava), Veselianka, Polhoranka (zleva; vše přítoky Bílé Oravy), Zubříč / Zubrzyca (zprava), Pekelník / Piekielnik (zleva), Sihlec / Syhlec, Lipnice (zprava ) a Jeleśnia (zleva; vše přítoky Černé Oravy), pod přehradní zdí pak levostranné Oravica a Studený potok a pravostranná Zázrivka.

### Seznam nejdelších vodních toků
ve slovenské části povodí:
1. Orava: 100,5 km (z toho Bílá Orava 37 km)
2. Oravica: 32 km
3. Černá Orava: 29,3 km
4. Polhoranka: 28 km
5. Studený potok: 26,7 km
6. Jelešňa: 24 km
7. Mútňanka: 22 km
8. Zázrivka: 21,5 km
9. Hruštínka: 20,5 km
10. Veselianka: 20,5 km
11. Klinianka: 18 km
12. Bystrá: 13,2 km
13. Zábiedovčík: 11,1 km
14. Chlebnický potok: 11 km
15. Zásihlianka: 11 km
16. Pribiš: 9,5 km
17. Pucov: 9,4 km
18. Leštinský potok: 8,9 km
19. Dlhá voda: 8,8 km
20. Istebnianka: 8,6 km
21. Menzdrovka: 8,6 km
22. Blatná: 8,4 km
23. Juríkov potok: 8,4 km
24. Krivský potok: 8,4 km
25. Bystrý potok: 8,1 km
26. Kriváň: 8,1 km

## Sousední povodí
Na jihu povodí Oravy přímo navazuje na povodí Váhu, přičemž na krátkém úseku na jihovýchodě hraničí s jeho dílčím povodím Belé. Na západě hraničí s dílčím povodím Varínky a také s povodím Kysuce. Na severu a východě hraničí povodí s polským povodím Visly.